# Лис, Джин
Фредерик Юджин Джон Лис (англ. Frederick Eugene John Lees; 8 февраля 1928, Гамильтон, Онтарио — 22 апреля 2010, Охай, Калифорния) — канадский музыкальный критик, биограф, журналист, певец и поэт-песенник.

## Биография
Лис начал писать для канадских газет, начиная с 1948 года, в качестве журналиста (The Hamilton Spectator, Toronto Telegram, Montreal Star). С 1955 года он жил в Соединённых Штатах, где писал музыкальные обзоры для газеты Louisville Times в Кентукки. С 1959 по 1962 год он был одним из редакторов джазового журнала Down Beat. После этого он стал внештатным писателем для High Fidelity, Stereo Review, The New York Times, Toronto Star, Toronto Globe и Mail, а также для других изданий. Всего он получил пять премий ASCAP Deems-Taylor Awards за свои обзоры. С 1981 года он ежемесячно редактировал Jazzletters с обзорами джазовой музыки, написанными им самим и другими авторами, которые он также опубликовал в трёх сборниках. Он написал более 100 аннотаций к альбомам, дважды номинировался на «Грэмми» за это.
Лис написал текст песни «Quiet Nights of Quiet Stars (Corcovado)» на английском языке Антониу Карлоса Жобина (написанный во время турне по Бразилии с секстетом Пола Уинтера в 1961 году); позже её исполняли Фрэнк Синатра, Пегги Ли, Сара Воан, Дайана Кролл и другие. Он также написал дополнительные тексты на английском языке для бразильских музыкантов волны босанова, например, для «Waltz for Debby» Билла Эванса и для Шарля Азнавура.
Он написал биографии Оскара Питерсона, Алана Джея Лернера, Фредерика Лоу, Вуди Германа и Джонни Мерсера, а также стал соавтором автобиографии Генри Манчини (1989). Он также написал два романа и выпустил несколько пластинок, на которых поёт свои собственные песни в начале 1970-х, когда он руководил собственной звукозаписывающей компанией Kanata в Канаде с 1971 по 1974 год. Ли изучал фортепиано, гитару (у бразильского гитариста Оскара Кастро-Невеса в Нью-Йорке в начале 1960-х) и (на заочном обучении в Музыкальном колледже Беркли) композицию. В 1971 году у него ненадолго было собственное вечернее телешоу на канале CBC, а в 1973—74 году у него было собственное радиошоу «Джин Лис и друзья» в Торонто.
Лис умер 22 апреля 2010 года в своём доме в Калифорнии.

### Биографии
- Portrait of Johnny: The Life of John Herndon Mercer (2004), ISBN 978-0-375-42060-3
- Oscar Peterson: The Will to Swing (1988, revised 2000), ISBN 978-0-8154-1021-8
- Inventing Champagne: The Worlds of Lerner and Loewe (1990), ISBN 978-0-312-05136-5
- Leader of the Band: The Life of Woody Herman (1995), ISBN 978-0-19-505671-6

### В соавторстве
- Did They Mention the Music?: The Autobiography of Henry Mancini (1989), ISBN 978-0-8154-1175-8

### Романы
- And Sleep Till Noon (1967)
- Song Lake Summer (2008)

## Дискография
- Gene Lees Sings the Gene Lees Songbook (1970)
- Gene Lees Sings Gene Lees (1998)
- Leaves on the Water (1999)
- Yesterday I Heard the Rain (2000)